# Edelbert Dinha
Edelbert Dinha (Salisbury, atual Harare, 13 de março de 1973) é um ex-futebolista profissional zimbabuano que atuava como meia.

## Carreira
Edelbert Dinha representou o elenco da Seleção Zimbabuense de Futebol no Campeonato Africano das Nações de 2006.